# Сідней Рінгер
Сідней Рінгер (англ. Sydney Ringer) — британський лікар, фармаколог і патолог. Найбільш відомий створенням розчину для парентерального введення, що названий його ім'ям.

## Біографія
Народився в сім'ї нонконформістів (яких часто, але невірно називають «квакерами») у Норвічі. Батько Рінгера помер у 1843 році, коли він був ще дуже маленьким. Проте Сідней і його брати виявилися надзвичайно винахідливими. Його старший брат, Джон Меланотон, накопичив величезні статки в Шанхаї, а його молодший брат Фредерік поїхав до Японії, де в 1868 році заснував компанію Holme, Ringer & Co в Нагасакі, де став настільки успішним, що отримав прізвисько «король Нагасакі».
Ранню освіту Рінгер здобув у баптистській школі в Норвічі, заснованій отцем Джоном Шерреном Брюером-молодшим (John Sherren Brewer). Серед його шкільних товаришів були онук директора Генрі Вільям Брюер (Henry William Brewer), пізніше видатний архітектурний ілюстратор, а також сходознавець професор Роберт Лаббок Бенслі (Robert Lubbock Bensly) та архітектор Едвард Бордман (Edward Boardman).
Для отримання повної середньої освіти Рінгер вступив до Університетського коледжу в середині 1850-х — на початку 1860-х років. Професійна кар'єра Рінгера була пов'язана з лікарнею Університетського коледжу в Лондоні. Він вступив на медичний факультет Університетського коледжу в Лондоні в 1854 році і закінчив у 1860 році, ставши лікарем-резидентом в університетській медичній лікарні з 1861 по 1862 рік. Протягом цього періоду він навчався в Університетській медичній лікарні, перш ніж розпочати свою кар'єру в лікарні в 1863 році. Протягом 1860-х років Рінгер також працював у лікарні Грейт Ормонд-стріт у дитячому відділенні як асистент лікаря (assistant physician). У 1865 році він отримав звання лікаря.
Рінгер був видатним клінічним викладачем, який продовжував високі стандарти клінічного навчання, встановлені в лікарні університетського коледжу. Рінгер послідовно обіймав посади професора кафедри медицини, фармакології та терапії, а також принципів і практики медицини на медичному факультеті Університетського коледжу.
Рінгер описав перший випадок парагонімозу в людей у 1878 році на Тайвані під час розтину померлого, коли в легенях було знайдено дорослих гельмінтів виду Paragonimus westermani.
Під час своєї академічної кар'єри Рінгер став членом Королівського коледжу лікарів у 1870 році та Лондонського Королівського товариства в 1885 році. Він також був Голмським професором клінічної медицини з 1877 по 1900 рік.
Довідник Рінгера з терапії був класикою свого часу і витримав тринадцять видань між 1869 і 1897 роками.
Рінгер був одним із справжніх клінічних дослідників. Догляд за пацієнтами, клінічне навчання та листування займали більшу частину його кар'єри, але протягом багатьох років він також утримував невелику лабораторію на кафедрі фізіології; на той час в університетському коледжі не було фармакологічної лабораторії. Він був загальновідомий своєю пунктуальністю і фанатичною манерою проводити кожну вільну хвилину в своїй лабораторії. Одного вечора він заліз на огорожу стіни лікарні, щоб потрапити до своєї лабораторії, коли виявив замкнені двері до неї. Після ранкового обходу він завжди з'являвся у лабораторії і проводив дослідження, а потім від'їжджав до своїх кімнат на Кавендіш-Плейс, де виконував консультував пацієнтів.
Рінгер опублікував у 1875—1895 роках понад 30 статей, присвячених дії неорганічних солей на живі тканини. У 1860-х роках Карл Людвіг розробив деякі методи перфузії для дослідження ізольованих органів. З самого початку серце служило головним органом для цих досліджень, і більшість робіт Рінгера з фізіології спиралася на цю експериментальну модель. У класичній серії експериментів, проведених у 1882—1885 роках, Рінгер почав із ізольованого серця жаби, суспендованого в 0,75 % розчині хлориду натрію. Згодом він ввів у розчин додаткові речовини, як то кров і альбумін, і спостерігав за впливом на серце, що б'ється. Рінгер показав, що невеликі кількості кальцію в перфузійному розчині необхідні для підтримки нормального серцебиття, відкриття, яке він зробив після того, як зрозумів, що дистильована вода, яку він використовує, насправді містить сліди кальцію.
Таким чином, Рінгер поступово вдосконалював техніку перфузії Людвіга, довівши, що якщо до звичайного розчину хлориду натрію додати невелику кількість калію, ізольовані органи можуть підтримувати працездатність протягом тривалого періоду часу. «Розчин Рінгера» став негайною необхідністю для фізіологічної лабораторії.

## Медичні розчини, названі на його честь
- Розчин Рінгера — Локка[4]
- Розчин Рінгера[5]

## Основні наукові роботи
- On the Temperature of the Body as a Means of Diagnosis in Phthisis and Tuberculosis. 1865 (Про температуру тіла як засіб діагностики при туберкульозі)
- Handbook of therapeutics. London, 1869; 13th edition, 1898. (Підручник для терапевтів)
- Regarding the action of hydrate of soda, hydrate of ammonia, and hydrate of potash on the ventricle of the frog’s heart. Journal of Physiology, Cambridge, 1880-1882, 3: 195-202. (Щодо дії гідрату соди, гідрату аміаку та гідрату поташу на шлуночок серця жаби)
- Concerning the influence exerted by each of the constituents of the blood on the contraction of the ventricle. Journal of Physiology, Cambridge, 1880—1882, 3: 380—393. Journal of Physiology, Cambridge, 1883—1884, 4: 29-42, 222—225. (Щодо впливу кожної з складових крові на скорочення шлуночка)
- A further contribution regarding the influence of the different constituents of the blood on the contraction of the heart. Journal of Physiology, 1883, 4: 29-42. (Подальша розробка щодо впливу різних складових крові на скорочення серця)
- The Influence of Saline Media on Fishes. Journal of Physiology, Cambridge, 1883-1884, 4: vi-viii. Journal of Physiology, Cambridge, 1884-1885, 5: 87-115. (Вплив сольових середовищ на риб)
- On the Mutual Antagonism Between Lime and Potash Salts in Toxic Doses. Journal of Physiology, Cambridge, 1884-1885, 5: 247-254. (Про взаємний антагонізм вапна та калійної солі в токсичних дозах)
- Upon the similarity and dissimilarity of the behaviour of cardiac and skeletal muscle when brought into relation with solutions containing sodium, calcium and potassium salts. With Dudley Buxton. Journal of Physiology, Cambridge, 1887, 8: 288—295. (Про схожість і відмінність поведінки серцевого та скелетного м’язів при взаємодії з розчинами, що містять солі натрію, кальцію та калію)
- Concerning the Action of Calcium, Potassium, and Sodium Salts Upon the Eel’s Heart and Upon the Skeletal Muscles of the Frog. З Дадлі Бакстоном. ournal of Physiology, Cambridge, 1887, 8: 15-19. (Про дію солей кальцію, калію та натрію на серце вугра та на скелетні м’язи жаби)
- On the Influence of Certain Salts Upon the Act of Clotting. Journal of Physiology, Cambridge, 1890, 11: i-ii, 369-383. (Про вплив деяких солей на акт згортання)
- Further Observations Regarding the Antagonism Between Calcium Salts and Sodium, Potassium and Ammonium Salts. Journal of Physiology, Cambridge, 1895, 18: 425-429. (Подальші спостереження щодо антагонізму між солями кальцію та солями натрію, калію та амонію)